# Anexo de la sede central del Crédit lyonnais
El anexo de la sede del Crédit lyonnais es un edificio de principios del siglo XX ubicado en las inmediaciones de la sede de Crédit Lyonnais, en el número 6 de la rue Ménars en el 2 distrito de París . Su fachada y su techo a la calle están registrados como monumentos históricos desde el 30 de septiembre de 1977.

## Historia
El solar del número 6 de la rue Ménars fue alquilado desde mediados del siglo XIX a la Compagnie des agent de change, que lo adquirió en 1891.
El edificio actual fue construido en 1908 por el arquitecto André-Félix Narjoux para albergar los departamentos administrativos de Crédit Lyonnais,su imprenta y la cantina.
Su interior fue destruido casi por completo en 2013-2014 como parte de la remodelación de los edificios de Crédit Lyonnais en ese bloque. La fachada al estar clasificada, no se vio afectada, por tanto fue objeto de fachadismo.